# Lusigny-sur-Barse (tổng)
Tổng Lusigny-sur-Barse là một tổng của Pháp nằm ở tỉnh Aube trong vùng Grand Est.
Tổng này được tổ chức xung quanh Lusigny-sur-Barse ở quận Troyes. 

## Hành chính
| Giai đoạn | Ủy viên          | Đảng | Tư cách |
| --------- | ---------------- | ---- | ------- |
| 2008-2014 | Christian Branle | UMP  |         |
| 2001-2008 | Christian Branle | DVD  |         |

## Các đơn vị hành chính
Tổng Lusigny-sur-Barse bao gồm 14 xã với dân số 8 318 người (điều tra năm 1999, dân số không tính trùng).
| Xã                  | Dân số | Mã bưu chính | Mã insee |
| ------------------- | ------ | ------------ | -------- |
| Bouranton           | 451    | 10270        | 10053    |
| Clérey              | 930    | 10390        | 10100    |
| Courteranges        | 425    | 10270        | 10110    |
| Fresnoy-le-Château  | 223    | 10270        | 10162    |
| Laubressel          | 329    | 10270        | 10190    |
| Lusigny-sur-Barse   | 1 449  | 10270        | 10209    |
| Mesnil-Saint-Père   | 331    | 10140        | 10238    |
| Montaulin           | 627    | 10270        | 10245    |
| Montiéramey         | 405    | 10270        | 10249    |
| Montreuil-sur-Barse | 269    | 10270        | 10255    |
| Rouilly-Saint-Loup  | 505    | 10800        | 10329    |
| Ruvigny             | 383    | 10410        | 10332    |
| Thennelières        | 267    | 10410        | 10375    |
| Verrières           | 1 724  | 10390        | 10406    |

## Thông tin nhân khẩu
| 1962                                                     | 1968  | 1975  | 1982  | 1990  | 1999  |
| -------------------------------------------------------- | ----- | ----- | ----- | ----- | ----- |
| 4 892                                                    | 5 151 | 5 306 | 6 957 | 7 732 | 8 318 |
| Nombre retenu à partir de 1962 : dân số không tính trùng |       |       |       |       |       |